# Soromaasi
Soromaasi is een bestuurslaag in het regentschap Nias Selatan van de provincie Noord-Sumatra, Indonesië. Soromaasi telt 344 inwoners (volkstelling 2010).